# Jorge Ferreyros
Jorge Ferreyros Seguín (... – 20 luglio 2009) è stato un cestista e dirigente sportivo peruviano.

## Carriera
Con il Perù ha preso parte ai Campionati mondiali del 1954.
In seguito ha ricoperto l'incarico di presidente della Federazione cestistica del Perù.